# Gänsschnabl
Gänsschnabl ist ein Ortsteil der Stadt Rötz im Landkreis Cham des Regierungsbezirks Oberpfalz im Freistaat Bayern.

## Geografie
Gänsschnabl liegt auf der Ostseite der Bundesstraße 22 und 7 Kilometer nördlich von Rötz westlich des Rötzbaches. Östlich von Gänsschnabl erhebt sich der 609 Meter hohe Buchberg.

## Geschichte
Auf der historischen Karte 1808–1864 ist Gänsschnabl mit zwei Anwesen abgebildet.
Gänsschnabl (auch: Gaensschnabl) wurde 1820 als Ortsteil von Pillmersried erwähnt. Pillmersried war geteilt, ein Teil gehörte zu Neunburg vorm Wald, der andere zu Waldmünchen. Gänsschnabl gehörte zum Neunburger Teil von Pillmersried, auf den sich auch die weiteren Bemerkungen beziehen.
1820 wurden im Landgericht Neunburg Gemeinden gebildet. Dabei kam Gänsschnabl zur Gemeinde Pillmersried. Zur Gemeinde Pillmersried gehörten Pillmersried, Gänsschnabl, Rödlmühl und Saxlmühl.
1972 wurde die Gemeinde Pillmersried (Neunburger und Waldmünchner Teil) und damit auch Gänsschnabl nach Rötz eingegliedert.
Gänsschnabl gehört zur Pfarrei Heinrichskirchen. 1997 hatte Gänsschnabl 14 Katholiken.

## Einwohnerentwicklung ab 1913
| Jahr | Einwohner | Gebäude |
| ---- | --------- | ------- |
| 1913 | 8         | 2       |
| 1950 | 14        | 3       |
| 1961 | 15        | 2       |
| 1970 | 18        | k. A.   |
| 1987 | 13        | 3       |
| 2011 | 7         | k. A.   |